# Elecciones regionales de Cajamarca de 2002
Las elecciones regionales de Cajamarca de 2002 se llevaron a cabo el 17 de noviembre de 2002 para elegir al presidente regional, al vicepresidente regional y al Consejo Regional para el periodo 2003-2006. La elección se celebró simultáneamente con elecciones regionales y municipales (provinciales y distritales) en todo el Perú.

## Sistema electoral
El Gobierno Regional de Cajamarca es el órgano administrativo y de gobierno del departamento de Cajamarca. Está compuesto por el presidente regional, el vicepresidente regional y el Consejo Regional.
La votación del presidente, vicepresidente y consejo regional se realiza en base al sufragio universal, que comprende a todos los ciudadanos nacionales mayores de dieciocho años, empadronados y residentes en el departamento de Cajamarca y en pleno goce de sus derechos políticos.
El Consejo Regional de Cajamarca está compuesto por 13 consejeros elegidos por sufragio directo para un período de cuatro (4) años, en forma conjunta con la elección del presidente regional. La votación es por lista cerrada y bloqueada. Se asigna a la lista ganadora los escaños según el método d'Hondt o la mitad más uno, lo que más le favorezca.

## Partidos y candidatos
A continuación se muestra una lista de los principales partidos y alianzas electorales que participaron en las elecciones:
| Candidatura | Candidatura | Partidos y alianzas | Candidatos | Candidatos               | Ideología                                               | Ref. |
| ----------- | ----------- | --- | ---------- | ------------------------ | ------------------------------------------------------- | ---- |
|             | APRA        | Lista - Partido Aprista Peruano (APRA) |            | Luis Pita Gastelumendi   | Aprismo                                                 |      |
|             | AP          | Lista - Acción Popular (AP) |            | Pelayo Roncal Vargas     | Humanismo Nacionalismo cívico Reformismo                |      |
|             | PP          | Lista - Perú Posible (PP) |            | Enrique Aranda Camacho   | Socioliberalismo Democracia liberal Tercera vía         |      |
|             | SP          | Lista - Somos Perú (SP) |            | Alcibíades Martos Díaz   | Democracia cristiana Conservadurismo social             |      |
|             | UN          | Lista - Unidad Nacional (UN) – Partido Popular Cristiano (PPC) – Solidaridad Nacional (SN) – Renovación Nacional (RN) – Cambio Radical (CR) |            | Jesús Coronel Salirrosas | Democracia cristiana Conservadurismo Neoliberalismo     |      |
|             | MNI         | Lista - Movimiento Nueva Izquierda (MNI) |            | Julio Benites Roque      | Marxismo-leninismo Mariateguismo Socialismo democrático |      |
|             | RA          | Lista - Renacimiento Andino (RA) |            | David Pajares Claudet    | Indigenismo Plurinacionalismo Socialdemocracia          |      |
|             | FD          | Lista - Fuerza Democrática (FD) |            | Ignacio Bure Camacho     | Reformismo                                              |      |
|             | RD          | Lista - Reconstrucción Democrática (RD) |            | Marco Alcalde Sánchez    | Humanismo                                               |      |

## Resultados

### Sumario general
|                        |                                  |              |              |              |            |            |
| Partidos y coaliciones | Partidos y coaliciones           | Voto popular | Voto popular | Voto popular | Consejeros | Consejeros |
| Partidos y coaliciones | Partidos y coaliciones           | Votos        | %            | ±pp          | Total      | +/−        |
|                        | Partido Aprista Peruano (APRA)   | 99,863       | 23.67        | n/a          | 8          | n/a        |
|                        | Perú Posible (PP)                | 95,031       | 22.52        | n/a          | 2          | n/a        |
|                        | Unidad Nacional (UN)             | 88,911       | 21.07        | n/a          | 2          | n/a        |
|                        | Acción Popular (AP)              | 51,436       | 12.19        | n/a          | 1          | n/a        |
|                        | Reconstrucción Democrática (RD)  | 23,350       | 5.53         | n/a          | 0          | n/a        |
|                        | Somos Perú (SP)                  | 21,149       | 5.01         | n/a          | 0          | n/a        |
|                        | Fuerza Democrática (FD)          | 19,857       | 4.71         | n/a          | 0          | n/a        |
|                        | Movimiento Nueva Izquierda (MNI) | 17,878       | 4.24         | n/a          | 0          | n/a        |
|                        | Renacimiento Andino (RA)         | 4,459        | 1.06         | n/a          | 0          | n/a        |
|                        |                                  |              |              |              |            |            |
| Total                  | Total                            | 421,934      |              |              | 13         | n/a        |
|                        |                                  |              |              |              |            |            |
| Votos válidos          | Votos válidos                    | 421,934      | 76.28        | n/a          |            |            |
| Votos en blanco        | Votos en blanco                  | 63,054       | 11.40        | n/a          |            |            |
| Votos nulos            | Votos nulos                      | 68,162       | 12.32        | n/a          |            |            |
| Votos emitidos         | Votos emitidos                   | 553,150      | 81.88        | n/a          |            |            |
| Abstenciones           | Abstenciones                     | 122,388      | 18.12        | n/a          |            |            |
| Votantes registrados   | Votantes registrados             | 675,538      |              |              |            |            |
|                        |                                  |              |              |              |            |            |
| Fuente:                |                                  |              |              |              |            |            |

### Autoridades electas
| Cargo                                | Autoridad electa | Autoridad electa          | Partido político | Partido político        |
| ------------------------------------ | ---------------- | ------------------------- | ---------------- | ----------------------- |
| Presidente Regional de Cajamarca     |                  | Luis Pita Gastelumendi    |                  | Partido Aprista Peruano |
| Vicepresidente Regional de Cajamarca |                  | Alejandro Rebaza Martell  |                  | Partido Aprista Peruano |
| Consejero Regional de Cajamarca      |                  | Jorge Arroyo Reto         |                  | Partido Aprista Peruano |
| Consejero Regional de Cajamarca      |                  | Guillermo Risco Vásquez   |                  | Partido Aprista Peruano |
| Consejero Regional de Cajamarca      |                  | Eduardo Barreto Blanco    |                  | Partido Aprista Peruano |
| Consejero Regional de Cajamarca      |                  | José Marrufo Fernández    |                  | Partido Aprista Peruano |
| Consejero Regional de Cajamarca      |                  | Jorge Rosell Castillo     |                  | Partido Aprista Peruano |
| Consejero Regional de Cajamarca      |                  | Néstor Suárez Ramos       |                  | Partido Aprista Peruano |
| Consejero Regional de Cajamarca      |                  | Reinerio Ramos Alarcón    |                  | Partido Aprista Peruano |
| Consejero Regional de Cajamarca      |                  | Rosa Capristán Carhuapoma |                  | Partido Aprista Peruano |
| Consejero Regional de Cajamarca      |                  | José Zegarra Saldaña      |                  | Perú Posible            |
| Consejero Regional de Cajamarca      |                  | Alejandro Díaz Marín      |                  | Perú Posible            |
| Consejero Regional de Cajamarca      |                  | Enrique Novoa Rojas       |                  | Unidad Nacional         |
| Consejero Regional de Cajamarca      |                  | Nicolás Rabanal Cacho     |                  | Unidad Nacional         |
| Consejero Regional de Cajamarca      |                  | Carlomagno Bazán Terán    |                  | Acción Popular          |